# Unmarried (phim 1939)
Unmarried là một bộ phim Mỹ sản xuất năm 1939 với sự tham gia của Helen Twelvetrees, Buck Jones, và Donald O'Connor.

## Cốt truyện
Nữ tiếp viên hộp đêm Pat Rogers và bạn trai Slag Bailey, một võ sĩ quyền anh, không biết phải làm gì sau khi đồng phạm Pins Streaver cố gắng cướp một két an toàn và chết trong khi làm.
Họ cùng đến nhà của Pins ở vùng quê, nơi cậu béTed Streaver 12 tuổi vừa từ trường về, không hề biết cha mình đã chết. Dự định ở lại một thời gian ngắn, Pat và Slag giả vờ là một cặp vợ chồng và trở thành cha mẹ nuôi của cậu bé.
Ted lớn lên trở thành một cầu thủ bóng bầu dục nổi tiếng ở trường, nhưng rắc rối ập đến khi Cash Enright, một tay bảo trợ các cuộc đấu quyền Anh vô liêm sỉ, xuất hiện và cố thuyết phục Ted bước lên sàn đấu. Slag bị đứa con đấm vào quai hàm nhưng cuối cùng vẫn thuyết phục được Ted không đánh nhau thành công.

## Diễn viên
- Helen Twelvetrees vai Pat Rogers
- Buck Jones vai Slag Bailey
- Donald O'Connor vai Ted Streaver (12 tuổi)
- Virginia Vale vai Betty
- Larry Crabbe vai Buzz Kinney
- Robert Armstrong vai Pins Streaver
- John Hartley vai Ted Streaver
- Ed Pawley vai Swade
- Sidney Blackmer vai Cash Enright
- Các diễn viên không được kể tên: Janet Waldo, Emory Parnell và Lucien Littlefield